# Im Heede
Im Heede ist eine Hofschaft in Halver im Märkischen Kreis im Regierungsbezirk Arnsberg in Nordrhein-Westfalen (Deutschland).

## Lage und Beschreibung
Im Heede liegt südlich des Halveraner Hauptortes auf 415 Meter über Normalnull. Die Nachbarorte sind Neuenherweg, Oesterberg, Auf der Mark, Burg und Bergfeld. Der Ort liegt nördlich des Quellgebiets der Ennepe und westlich der Landesstraße L528. Der Ort ist über eine Nebenstraße zu erreichen, die bei Neuenherweg von der Landesstraße L528 abzweigt und auch Auf der Mark. anbindet.
Bei Im Heede liegt das Segelfluggelände Halver, südwestlich befinden sich am Waldrand als Kulturdenkmal geschützte Landwehrwallgräben.

## Geschichte

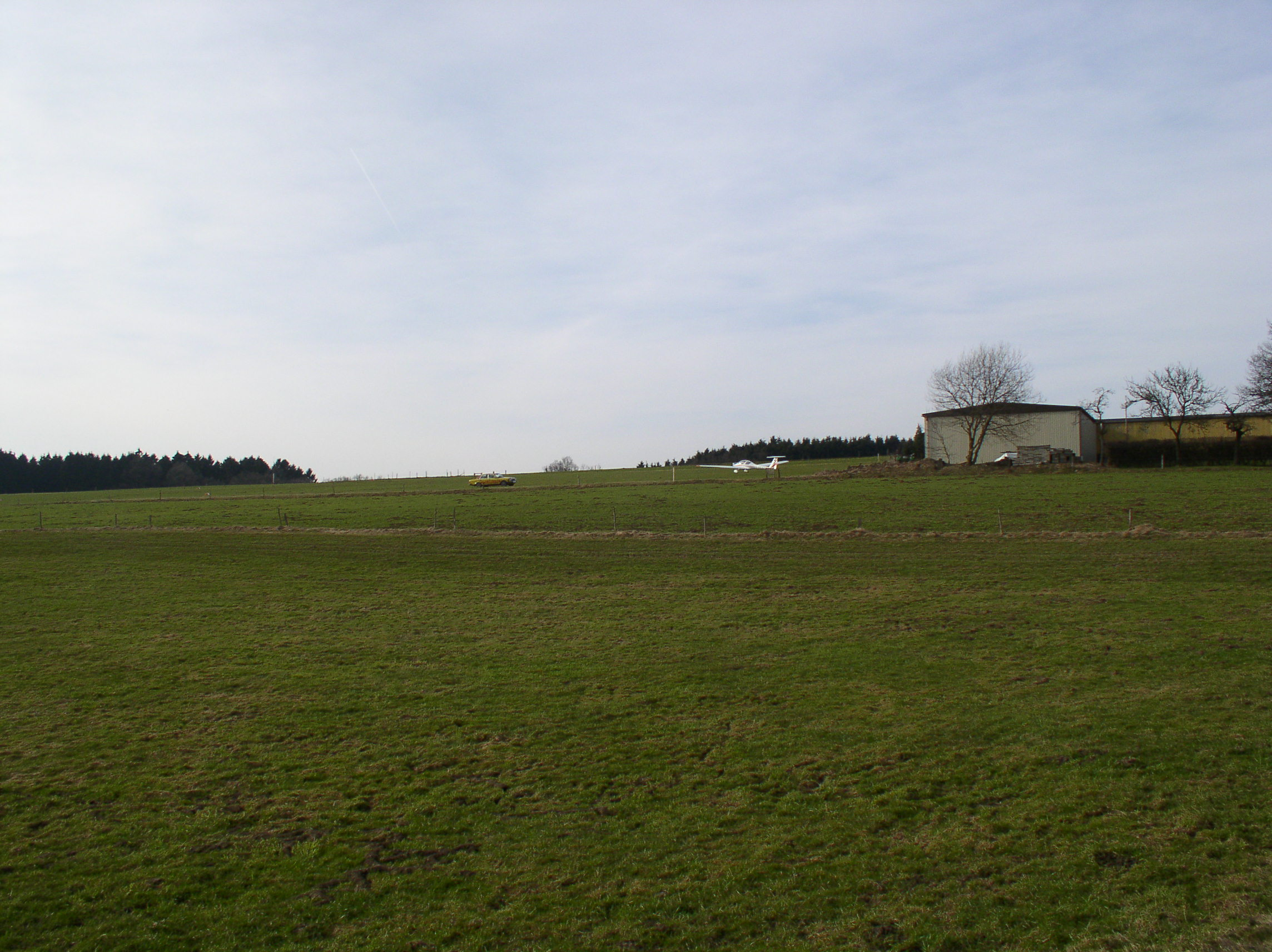
Segelflugplatz Im Heede

Im Heede wurde erstmals 1515 urkundlich erwähnt, die Entstehungszeit der heutigen Siedlung wird zwischen 1400 und 1500 in der Folge der späten mittelalterlichen Ausbauperiode vermutet. Im Heede war vermutlich ein Abspliss von Burg.
1818 lebten zehn Einwohner im Ort. Laut der Ortschafts- und Entfernungs-Tabelle des Regierungs-Bezirks Arnsberg wurde Im Heede als Hof kategorisiert und besaß 1838 eine Einwohnerzahl von 17, allesamt evangelischen Glaubens. Der Ort gehörte zur Bergfelder Bauerschaft innerhalb der Bürgermeisterei Halver und besaß drei Wohnhäuser und ein landwirtschaftliches Gebäude.
Das Gemeindelexikon für die Provinz Westfalen von 1887 gibt eine Zahl von 38 Einwohnern an, die in drei Wohnhäusern lebten.
An Im Heede führten zwei bedeutende Altstraßen, frühmittelalterliche (nach anderen Ansichten bereits vorgeschichtliche) Handels-, Pilger- und Heerwege, vorbei. Zum einen die Altstraße von Köln über Wipperfürth, Halver, Lüdenscheid, Werdohl und Arnsberg nach Soest (auf der Linie Anschlag - nördlich von Im Heede - Neuenherweg - Oberherweg) und zum anderen die Altstraße von Hagen über Breckerfeld, Halver und Rönsahl nach Siegen (auf der Linie Halver - Neuenherweg - westlich Burg). Eine dritte Altstraße von Halver über Wipperfürth, Halver, Kierspe nach Meinerzhagen zweigte in Neuenherweg ab und verlief östlich von Im Heede auf der Trasse der heutigen Landesstraße L528 nach Süden.

## Wanderwege
Durch Im Heede führen die Ortsrundwanderwege A2, □ und △.